# Bluetile

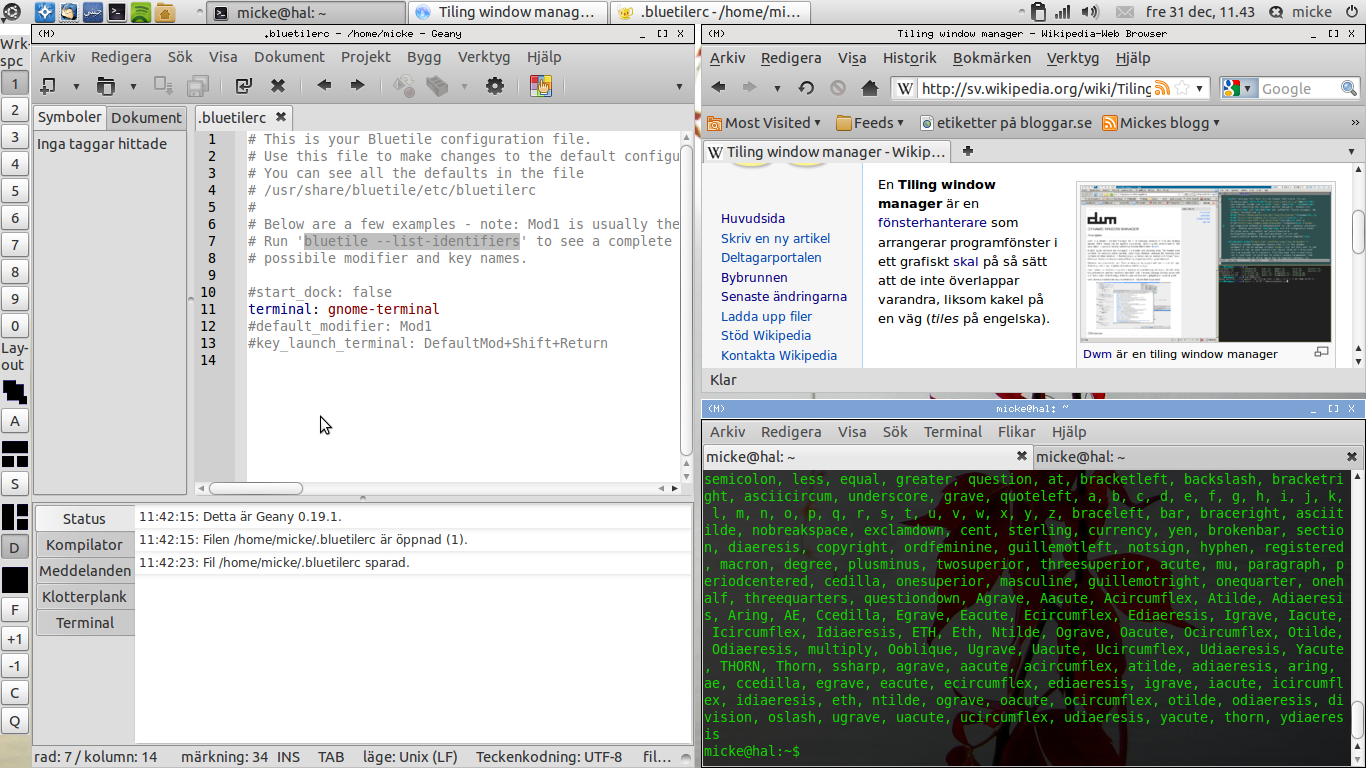
Blutile med geany, abrowser och gnome-terminal

Bluetile är en tiling window manager baserad på Xmonad, skriven i Haskell. Bluetile är särskilt avsedd att integrera med skrivbordsmiljön GNOME. Vidare vill man göra det enkelt för nya användare som kommer från mer traditionella fönsterhanterare varför man också erbjuder ett läge för traditionell stapling av fönster som kan slås av och på med ett knapptryck. 